# 早見慎司
早見裕司（はやみ しんじ、1961年 - ）は、日本の小説家・脚本家。青森県出身。旧名、早見 裕司(はやみ ゆうじ)。2024年10月、筆名を「早見裕司」に戻すことを公式ブログで発表した。

## 経歴・人物
本名・学歴は非公開である。2013年10月ごろから現在の名義を名乗り始めた。1988年『夏街道［サマーロード］』（徳間アニメージュ文庫）でデビュー。
日本推理作家協会会員・本格ミステリ作家クラブ会員。2001年時点で日本SF作家クラブ会員だったが、2024年10月時点では会員名簿に名前がない。
自らは「奇談小説家」を名乗る。沖縄県浦添市在住（公式サイトによる）。

## 作品リスト

### 早見裕司 名義

#### オリジナル作品
- 『夏街道［サマーロード］』（アニメージュ文庫）
- 『都立特捜隊T3 海底土偶の逆襲』（エニックス文庫）
- 『水路の夢［ウォーターウェイ］』（アニメージュ文庫）
- 『世界線の上で一服』（プランニングハウス・新書版）
- 『夏の鬼 その他の鬼』（EXノベルズ）
- 『Mr.サイレント』シリーズ(1 - 5)（富士見ミステリー文庫）
- 『少女武侠伝 野良猫オン・ザ・ラン』（EXノベルズ）
- 『精霊海流』（ソノラマ文庫）
- 『らぶとラブる!?』シリーズ(1 - 2)（富士見ミステリー文庫）
- 『メイド刑事』シリーズ(1 - 9) （GA文庫）
- 『夏の悲歌』（ZIGZAG NOVELS）
- 『満ち潮の夜、彼女は』（理論社ミステリーYA!）
- 『となりのウチナーンチュ』（理論社）
- 『ずっと、そこにいるよ。』（理論社）
- 『悪霊セーファー亜里沙 水の呪いと天然少女』（理論社）
- 『闇長姫』（講談社BOX）

#### ノヴェライズ作品
- 小説 強殖装甲ガイバー 鬼影の記憶（徳間書店アニメージュ文庫）
- 小説 モルダイバー（徳間書店アニメージュ文庫）
- 戦ーガール イクセリオン（上下）（角川スニーカー文庫）
- 強殖装甲ガイバー 1：リスカーの挑戦（徳間AM文庫）
- 強殖装甲ガイバー 2：第三の影（徳間AM文庫）
- ルームメイトノベル（電撃G's文庫）
- 小説 吸血姫美夕（秋田書店）
- 連作短篇 ファイアーウーマン纏組（PC Engine FAN連載）

#### アンソロジー収録作
- 逃げ水姫（『異形コレクション ラヴ・フリーク』収録 廣済堂文庫、1998年1月）

#### 脚本等
- アニメ 吸血姫美夕 シリーズ構成・脚本
- 漫画 名探偵・三島光太郎 漫画原作（作画：時友美如）
- 漫画 オキナワ探偵シリーズ 漫画原作（作画：鳥羽笙子）

#### ゲーム
- 黒ノ十三 「雨に泣いている」「彼女の図書館」「女嫌い」（トンキンハウス）

### 早見慎司 名義
- 『何もない夏の一日』(私家版（PDF形式）、表紙にある著者名は早見裕司だが、本文にある著者名は早見慎司、2014年4月)
- 『少女ヒーロー読本』（原書房、2015年2月）
- 『あしたも、友だち となりのウチナーンチュ』（角川文庫、2016年5月）
- 『かりゆしの島のお迎えごはん 〜神様のおもてなし、いかがですか?〜』（メディアワークス文庫、2019年8月）
- 『青蘭国後宮みがわり草紙』（メディアワークス文庫、2020年9月 - 2021年2月 全2巻）
- 『死なないセレンの昼と夜 -世界の終わり、旅する吸血鬼-』（電撃文庫、2021年10月 - 2022年3月 全2巻）